# Pablo Vidarte
Pablo M. Vidarte (Sevilla, España, 29 de marzo de 1996) es un empresario, inversor e inventor español. Actualmente es presidente de Arkyne Technologies y fundador de Bioo, proyecto líder de Arkyne para la generación de electricidad a partir de sistemas naturales por medio de baterías biológicas. Ha desarrollado proyectos relacionados con dispositivos de geolocalización, programas de inteligencia artificial evolutiva y sistemas para la generación orgánica de hidrógeno en ríos para aplicaciones con combustibles limpios.
Ha sido listado en la lista Forbes a la edad de 20 años, figurado en la Expo universal de 2017 de Astana, galardonado por el Parque Científico de Madrid, listado en el top 50 de las empresas más innovadoras de Europa por el Parlamento Europeo, y reconocido por Google y el South Summit 2016 con el título de la compañía más disruptiva del año y el primer premio en energía e industria. Cuenta con más de 20 premios internacionales en Londres, Viena, Bucarest, Praga, París, Barcelona, Madrid y Bruselas entre otras.

## Primeros años
Pablo Vidarte era el hijo mayor de una familia de clase media. A los 14 años, escribió su primer libro. Desarrolló interés por la música y la dirección de cine, y fue más tarde galardonado por el premio de creación cinematográfica de la Universidad de Cambridge a los 16. A la misma edad, Vidarte fundó su primera empresa. A los 17, comenzó a estudiar sobre motores Stirling en bachillerato, desarrollando una investigación de motores de combustión externa en paralelo con estudios llevados a cabo por la NASA. Fue finalista en un premio nacional de innovación que le llevó como invitado al primer Summit Europeo de la Singularity University, creada por Google y la NASA, en 2013 en Budapest, Hungría.
A los 18 años, Vidarte fue a Barcelona para estudiar ingeniería. Más tarde renovó su interés por la ingeniería informática y la programación, desarrollando desde programas de monitorización hasta una inteligencia artificial evolutiva capaz de aprender y crear sociedades virtuales. Se interesó por el desarrollo de hardware y el mundo empresarial, donde fundó su primera empresa tecnológica y, tras ello, lanzó su siguiente libro a los 21 años.

## Carrera

### Arkyne Technologies
El 27 de octubre de 2015, Pablo Vidarte fundó la compañía tecnológica Arkyne Technologies. El objetivo de la compañía fue servir como vehículo legal para el desarrollo de productos tecnológicos desde su desarrollo hasta su producción. El primer proyecto de la empresa se llamó Geoo, dentro de la industria de los dispositivos de geolocalización. El proyecto fue lanzado con un prototipo exitoso, pero fue cambiado más tarde por un rápido y brusco crecimiento de grandes compañías en el sector y una reciente invención para generar electricidad a partir de sistemas naturales por medio de baterías biológicas en el exterior. Este concepto, desarrollado por la empresa, pivotó su modelo de negocio. Después de un periodo de desarrollo temprano, Pablo Vidarte, y el resto de los miembros de la entidad en aquel momento, decidieron llamar al proyecto como Bioo, siendo su primera empresa biotecnológica.

### Bioo

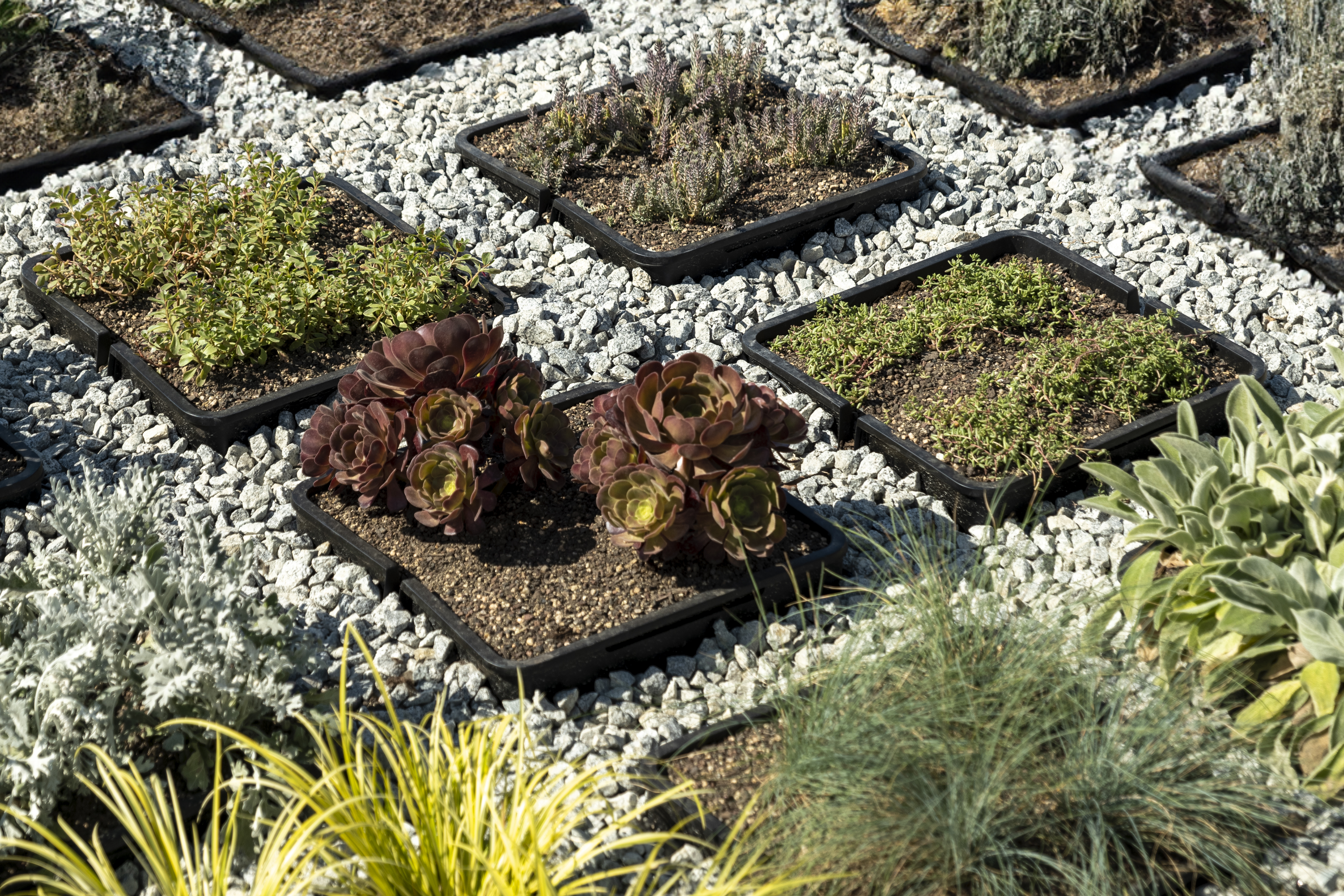
Malla de Paneles Bioo dispuesta sobre un suelo natural, consistentes en baterías biológicas generando electricidad, agua y reduciendo el calor mientras mantienen un ecosistema vivo en su superficie.

En 2016, después de un año de investigación y desarrollo, Bioo fue finalmente fundado como un proyecto para el desarrollo de biotecnologías aplicadas, como la generación de electricidad a partir de ecosistemas naturales. Basado en investigaciones alrededor del mundo relacionadas con la tecnología de celdas de combustible microbianas aplicadas a tratamientos de agua, Vidarte y su equipo desarrollaron una serie de prototipos de reactores biológicos. Estos, eran capaces de obtener energía de la descomposición orgánica de sustancias basadas en carbono encontradas en el sustrato de zonas naturales, sin dañar ningún ser vivo en el proceso.  El primer obstáculo de la compañía fue la capacidad de replicar estas baterías biológicas en volúmenes industriales después de tener que detener el envío de sus primeros conceptos de productos. Estos primeros reactores requirieron un alto mantenimiento y fueron solo capaces de ser producidos individualmente después de un desarrollo previo en laboratorio. Vidarte y su equipo hicieron una primera ronda de financiación enfocada en el desarrollo de la estandarización de un modelo de replicación industrial de sus reactores. Esta ronda consistió en 311.000€ de inversores privados y una empresa biotecnológica centrada en biocombustibles y química verde. Después de un año, el objetivo fue logrado y sus baterías estaban listas para el siguiente desarrollo de escalado.
Estas baterías, no solo fueron capaces de generar energía para la activación de puntos de luz, sino que producían agua como subproducto al liberar iones de hidrógeno que eran combinados con el oxígeno exterior, ahorrando grandes cantidades en irrigación. Por otro lado, eran capaces de compensar temperaturas altas y frías una media de 4 grados por medio de una optimización en su aislamiento y capacidad de transpiración que, junto al efecto de isla de calor, hacía posible grandes impactos en edificios. Esto hacía que se dieran ahorros muy significativos en climatización, haciendo posible que sus dispositivos compitieran contra zonas verdes, ofreciendo el único sistema en el mundo capaz de crear un retorno de la inversión de una zona verde. La compañía se centró en dos líneas de negocio originales mientras mantenía el área de investigación y desarrollo: la línea urbana y la agrícola. Ambas estaban dirigidas a la aplicación de su tecnología en una mayor escala. Dentro de la línea urbana llegó a lanzar varios productos enfocados en el lanzamiento de aplicaciones en sectores más específicos con las bases de la tecnología, incluyendo baterías biológicas dispuestas como paneles bajo el suelo para optimizar zonas verdes. "El objetivo de estas líneas era crear un mundo biotecnológico, empezando desde la ciudad al campo, pero aun más importante, es crear una consciencia global sobre la tecnología y sus aplicaciones". Dentro de la línea urbana, además de instalaciones a gran escala, creó una sublínea educativa y una de estilo de vida para aplicaciones del hogar para llevar la biotecnología más allá del ámbito estrictamente urbano. A su vez, la compañía llegó a desarrollar múltiples biotecnologías adicionales, incluyendo la transformación de plantas vivas en interruptores biológicos para aplicaciones en domótica.

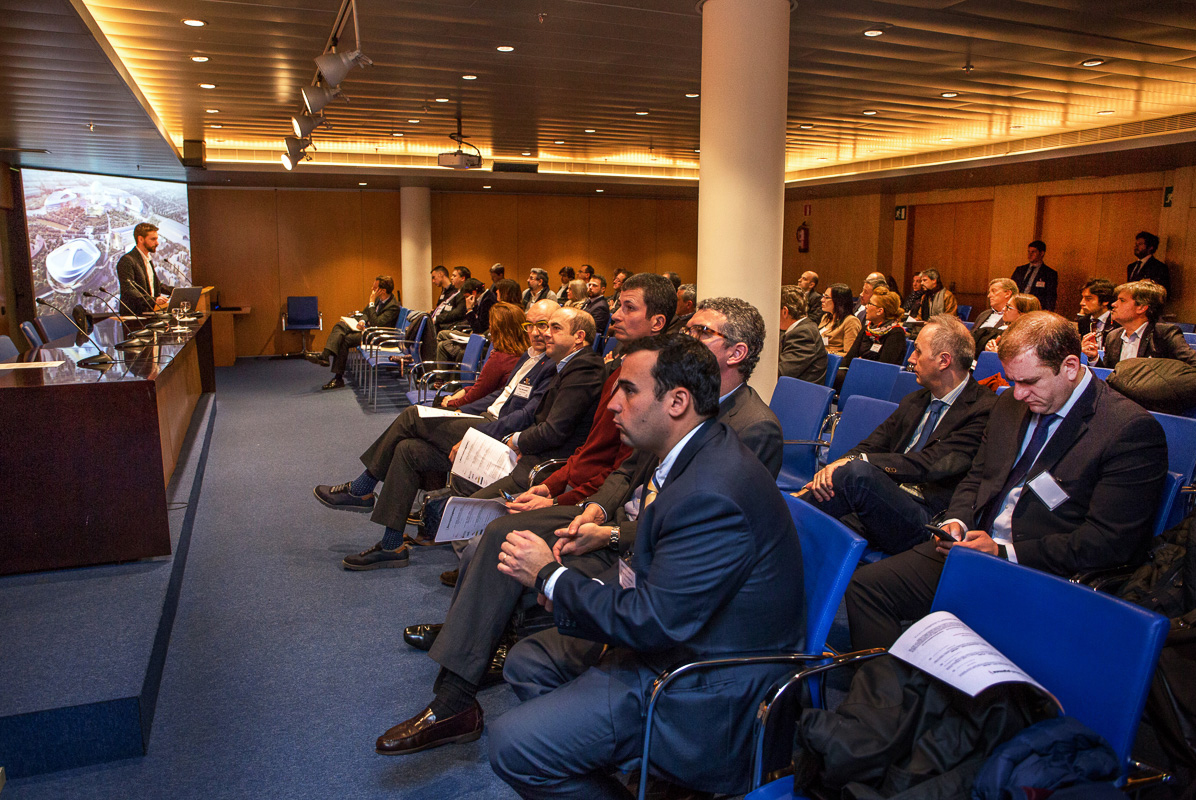
Vidarte hablando en la Bolsa de Barcelona, 2018.

Desde su fundación, Bioo ha recibido el apoyo económico de la Unión Europea, con más de cuatro millones de euros en financiación para investigación y desarrollo, así como del Gobierno de España y otras inversiones privadas que llegaron a un total de más de siete millones de euros. Pablo Vidarte fue invitado por el gobierno para representar a España en la Expo Universal de Energías del Futuro de 2017 con Bioo. Se le concedió el privilegio a la compañía de permanecer en el museo permanente de energías del Futuro en Astana. Vidarte ha realizado también cuatro ponencias Tedx y una conferencia en el Mobile World Congress en 2016 entre otras en múltiples ciudades en Europa, Asia y América. Actualmente la compañía cuenta con espacios de laboratorio, oficinas, talleres y un modelo de franquiciado internacional desde Barcelona, además de una segunda sede en Ibiza para la aplicación de sus tecnologías en espacios abiertos, donde se recrean entornos dunares, salinos, mediterráneos, desérticos y de bosque en sus 8 hectáreas, empleados para la aplicación y pruebas de sus biotecnologías antes de salir a mercado, mientras se dedican a la recuperación de ecosistemas naturales.

## Filosofía y Trabajo
Vidarte fue el escritor del libro: "Una Nueva Tierra. Aquel que vivió mil vidas", y el creador del movimiento Trascentista, una filosofía filantrópica basada en los avances futuros de la sociedad. La filosofía de Vidarte está basada en la física actual, así como la biología y comportamientos sociológicos en una escala de tiempo ampliada. Se mantiene en una línea transhumanista hacia la evolución artificial y la lucha contra la vejez con un desarrollo en la recuperación de información y la negación del abandono del mundo biológico. Su filosofía también sostiene el desarrollo de una democracia directa por medio del uso de tecnologías actuales. Otras influencias de su filosofía fueron Elon Musk, Dr. Yuval N. Harari, Millenium Project, y la Singularity University.

## Premios y reconocimientos
• Cabeza de lista del Top 50 de las empresas más innovadoras de Europa: Parlamento Europeo, Bruselas, 2017.
• Lista Forbes, Edición "30 Under 30" Europa: Forbes, Londres, 2017.
• Premio de la Cámara de Comercio Americana en Europa. Bruselas, 2018.
• Fundación Webit, Primer premio de 200.000€. Sofía, 2018.
• Primer Premio de "Connect Visions to Solutions": Cámara Alemana de Comercio e Industria. Praga, 2017.
• Premio "Spark-life 2017", Londres, 2017.
• Lista Forbes, "30 Under 30" España: Forbes, Madrid, 2017.
• Startup más Disruptiva del Año: Google Inc., South Summit, 2016.
• Primer Premio en Imagine Express: Fundación Imagine; Imagine C. Center, Londres, 2016.
• Empresa Nacional, Primer Premio: VIII S.P. Premio InterUniversitario, Madrid, 2016.
• Premio del Parque Científico de Madrid & Ja-Ye Europa, Madrid, 2016.
• Primer Puesto en Energía e Industria: South Summit, Madrid, 2016.
• Premio Manuel Arroyo; Barcelona, 2015.
• Mejor Iniciativa Empresarial de Cataluña: Ayuntamiento de Barcelona & Aijec, Barcelona, 2015.